# Marie-François Moreau
Pour les articles homonymes, voir Moreau.
François-Marie Moreau, dit Moreau de Châlon, né le 31 août 1764 à Annecy, décédé à Charbonnières (Saône-et-Loire) le 30 mai 1833, est un homme politique français. Il est député à la Convention, où il représente le département de Saône-et-Loire.

## Biographie
François-Marie Moreau est né le 31 août 1764, à Annecy, dans le duché de Savoie. Il est le fils de Nicolas Louis Joseph Moreau, chirurgien, entreposeur de tabac à Avallon (1778), inspecteur du dépôt de mendicité à Saint-Denis (1781) et d'Élisabeth Grimard.  
Il a plusieurs frères et sœurs dont:
-  Marie-Charlotte Moreau
- Gabrielle-Françoise Moreau née à Annecy le 9 novembre 1768
- Anne Louise Moreau, née le 29 octobre 1774, baptisée le 30 à Avallon (parrain: Louis Bénigne François Berthier intendant de la généralité de Paris, représenté par Jacob Préjean avocat du roi à Avallon, marraine: Anne Louise Berthier, fille du parrain, représentée par Marie Anne Leprince). Elle est la mère de Prosper Mérimée.  
- Marie Charles Paul Moreau, né à Avallon en 1778, chevalier de la Légion d'honneur.
Il est ingénieur des Ponts-et-Chaussées. C'est un des créateurs du canal du Charolais, dont les travaux eurent lieu sous l'égide des États de Bourgogne entre 1784 et 1793.
Sous la Révolution, il est administrateur pour le département de Saône-et-Loire. Il est élu député à la Convention le 8 septembre 1792. Il y siège jusqu'en 1795. Il est parmi les "Montagnards", mais penche vers les modérés. Lors des votes de janvier 1793, il se prononce "pour la mort, contre le sursis".
De 1799 à 1814, il est receveur général à Mâcon.
Il meurt à Charbonnières (Saône-et-Loire), le 30 mai 1833.

## Sources
- « Marie-François Moreau », dans Adolphe Robert et Gaston Cougny, Dictionnaire des parlementaires français, Edgar Bourloton, 1889-1891 [détail de l’édition]